# Isaak Minc
Isaak Izrailewicz Minc (ros. Исаак Израилевич Минц, ur. 22 stycznia?/3 lutego 1896 we wsi Krynyczki w guberni jekaterynosławskiej (późniejszy obwód dniepropetrowski), zm. 5 kwietnia 1991 w Moskwie) – radziecki historyk, Bohater Pracy Socjalistycznej (1976).

## Życiorys
Urodził się w rodzinie żydowskiej. W kwietniu 1917 wstąpił do SDPRR(b), w 1917 wstąpił do Czerwonej Gwardii, a w styczniu 1919 do Armii Czerwonej, uczestniczył w wojnie domowej jako komisarz polityczny 2 Ukraińskiej Dywizji Radzieckiej i komisarz 46 Dywizji Strzelców. Później był komisarzem korpusu kawalerii Czerwonego Kozactwa, a 1922-1923 komisarzem Akademii Floty Powietrznej Armii Czerwonej, w 1923 został zdemobilizowany. 
W 1926 ukończył Instytut Czerwonej Profesury, w którym następnie kierował wydziałem historycznym. W latach 1932–1949 kierował katedrami historii w Moskiewskim Instytucie Filozofii, Literatury i Historii im. Czernyszewskiego i Moskiewskim Uniwersytecie Państwowym oraz od 1937 w Wyższej Szkole Partyjnej przy KC WKP(b). Był autorem prac o rewolucji październikowej, wojnie domowej, polityce zagranicznej ZSRR. W 1941 był jednym z organizatorów Komisji ds. Historii Wielkiej Wojny Ojczyźnianej, następnie jej przewodniczącym. 
Po wojnie pracował przy zbiorze materiałów dla komisji badającej niemiecką grabież na okupowanym terytorium ZSRR. W 1939 został członkiem korespondentem, a w 1946 akademikiem Akademii Nauk ZSRR, 1947-1950 był profesorem Akademii Nauk Społecznych, 1950-1972 kierownikiem katedry historii Moskiewskiego Instytutu Pedagogicznego im. Lenina, a od 1954 starszym pracownikiem naukowym Instytutu Historii ZSRR Akademii Nauk ZSRR. Jednocześnie w 1962 został przewodniczącym Rady Naukowej Akademii Nauk ZSRR ds. kompleksowego problemu „Historia Wielkiej Rewolucji Październikowej”. W latach 1942–1943 opublikował pracę „Armija Sowieckogo Sojuza”, był jednym z redaktorów drugiego tomu „Istorii Grażdanskoj Wojny w SSSR” (1942) i autorów tomu 2 i 3 „Istorii dipłomatii” (1945). 
Pisał swoje prace zgodnie z obowiązującą linią partii komunistycznej. Od końca lat 20. był jednym z aktywniejszych propagatorów kultu osoby Stalina, z którego imieniem łączył założenie Armii Czerwonej i wszystkie zwycięstwa na frontach wojny domowej.

## Odznaczenia
- Złoty Medal „Sierp i Młot” Bohatera Pracy Socjalistycznej (2 lutego 1976)
- Order Lenina (trzykrotnie: 1966, 1976 i 1986)
- Order Rewolucji Październikowej (1971)
- Order Wojny Ojczyźnianej I klasy (1945)
- Order Czerwonego Sztandaru Pracy (dwukrotnie: 1944 i 1946)
- Nagroda Leninowska (1974)
- Nagroda Stalinowska (dwukrotnie: 1943 i 1946)
- Medal „Za obronę Moskwy”
- Medal „Za ofiarną pracę w Wielkiej Wojnie Ojczyźnianej 1941–1945”

I inne.